# Cachoeira do Piriá
Cachoeira do Piriá là một đô thị thuộc bang Pará, Brasil. Đô thị này có diện tích 2418,277 km², dân số năm 2007 là 17802 người, mật độ 7,36 người/km².